# مسجد سفید (رمله)
مسجد سفید، رمله یک مسجد واقع در شهر رمله، اسرائیل می‌باشد. ساخت و ساز این ساختمان ۷۱۷ (enclosure); rebuilt by ۱۰۴۷; 2nd phase ۱۱۹۰; 3rd phase 1268 (minaret); rebuilding ۱۳۱۸، ۱۴۰۸ به پایان رسید. این بنا به سبک Umayyad architecture, Mamluk architecture طراحی شده‌است.